# Мост Шона Хьюстона
Мост Шона Хьюстона (англ. Seán Heuston Bridge, ирл. Droichead Seán Heuston) — мост через реку Лиффи в Дублине, расположен рядом с железнодорожным вокзалом Хьюстон. Ранее назывался «Королевский мост» и «мост Сарсфилда». Пожилые дублинцы по старой памяти нередко именуют этот мост и ближайшую железнодорожную станцию «Королевский мост» и «Станция „Королевский мост“» соответственно.

## История
Мост был построен по проекту британского архитектора Джорджа Пэпуорта, первый камень в фундамент был заложен 12 декабря 1827 года. Металлические конструкции моста были изготовлены на Королевском металлургическом заводе, располагавшемся на Паркгейт-стрит. Строительство моста было завершено в 1828 году, и мост был назван «Королевским» в память о визите короля Георга IV в 1821 году.
Мост имеет общую ширину чуть менее 9 метров.
В 1923 году мост был переименован в «мост Сарсфилда» в честь Патрика Сарсфилда, видного ирландского военного и общественного деятеля XVII века, а в 1941 он был снова переименован в «мост Шона Хьюстона» в честь участника Пасхального восстания Шона Хьюстона, казнённого в 1916 году.
Мост отреставрирован в 2003 году и в настоящее время через него проходит красная линия скоростного трамвая LUAS.